# 바르셀로나 왁스 박물관

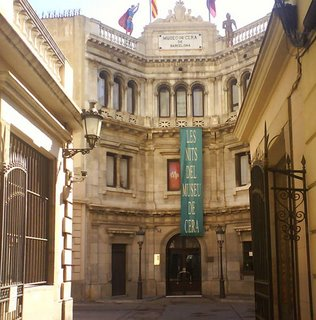
바르셀로나 왁스 박물관

바르셀로나 왁스 박물관(카탈루냐어: Museu de Cera de Barcelona, 스페인어: Museo de cera de Barcelona)은 스페인 바르셀로나에 위치한 박물관이다.